# Moala-eilanden
De Moala-eilanden zijn een subgroep binnen de Lau-archipel in Fiji. Ze bestaan uit de drie eilanden Moala, Totoya en Matuku, gelegen in het zuidwestelijke deel van de archipel en beslaan een oppervlakte van ca 147 km².
Historisch zijn de Moala-eilanden meer verbonden met Bau en Viti Levu. In het midden van de 19e eeuw werden ze echter veroverd door de Tongaanse krijgsheer Enele Ma'afu en samengevoegd met de Lau-eilanden.